# Демократическа лига на бошняците
Демократическа лига на бошняците (на македонска литературна норма: Демократска лига на Бошњаците, на босненски: Demokratski Savez Bošnjaka) е бошняшка политическа партия в Северна Македония.

## Резултати
На парламентарните избори през 2002 година партията е част от коалиция „Заедно за Македония“ в която получава 1 място от общо 120 места в македонския парламент. На парламентарните избори през 2006 година партията участва в коалиция с албанската партия Демократичен съюз за интеграция.